# Kamping Kitsch Club

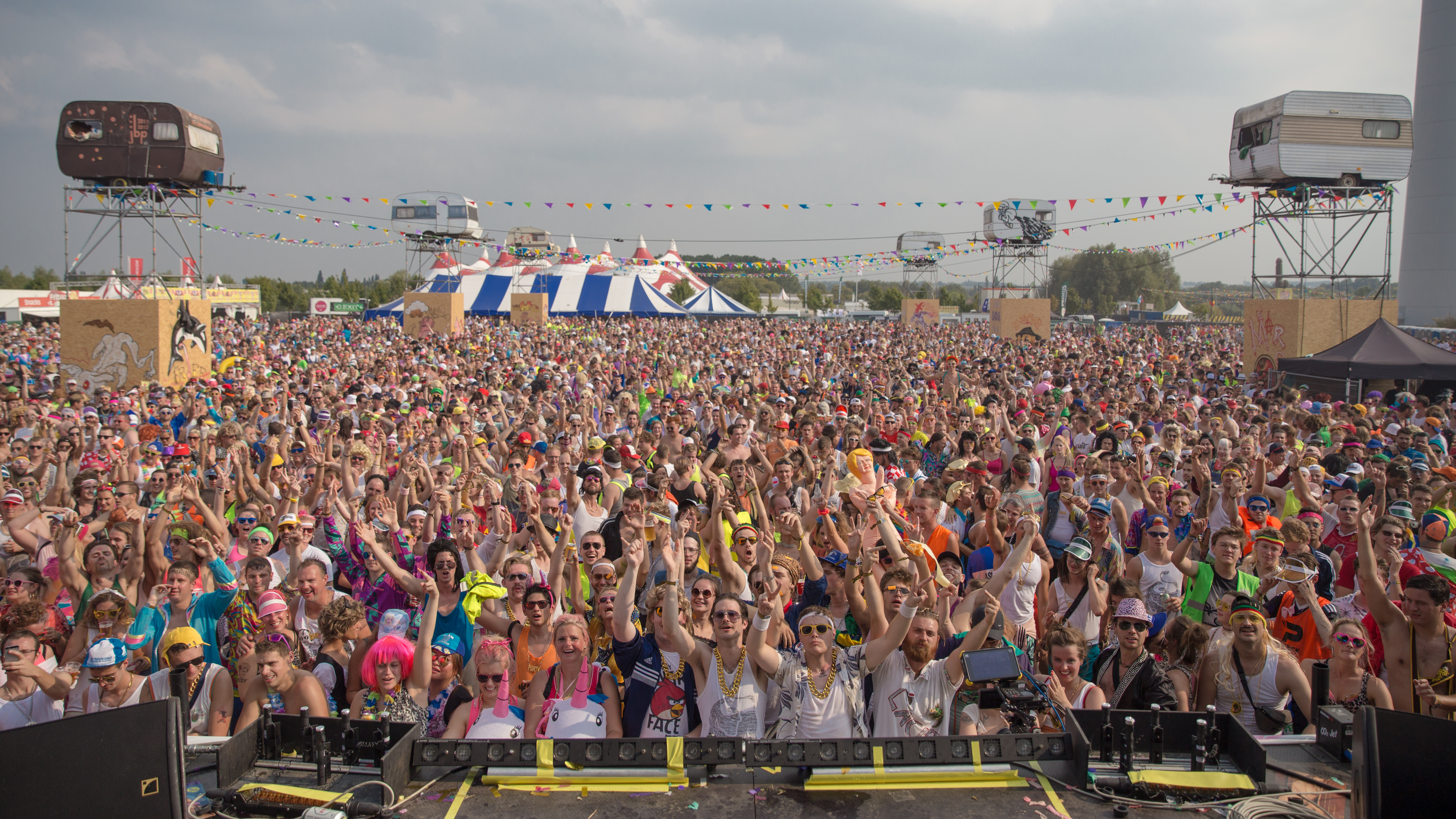
Uitzicht vanop "Mijn Stage" (editie 2017)

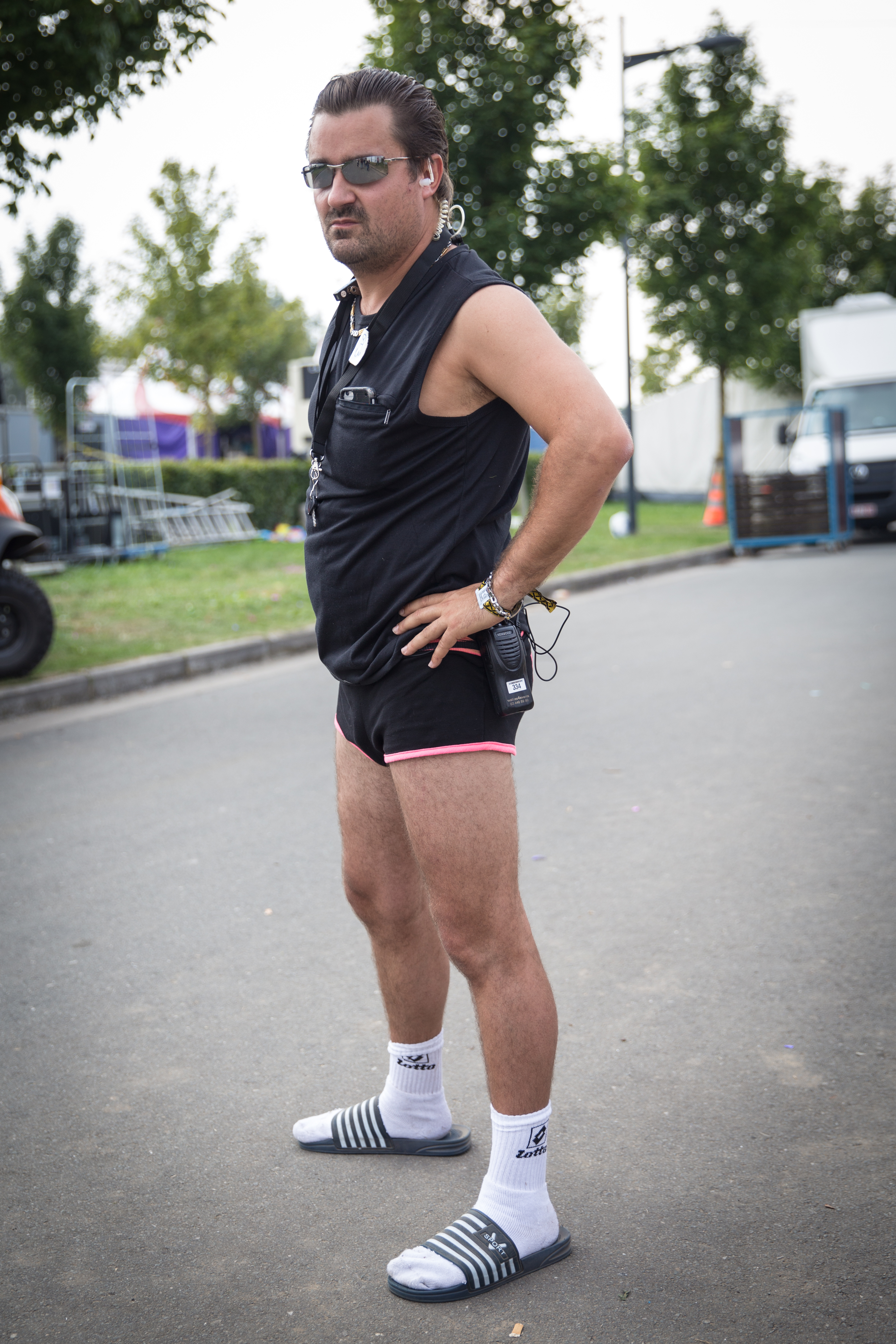
Organisator Johnny Overdrive in 2017

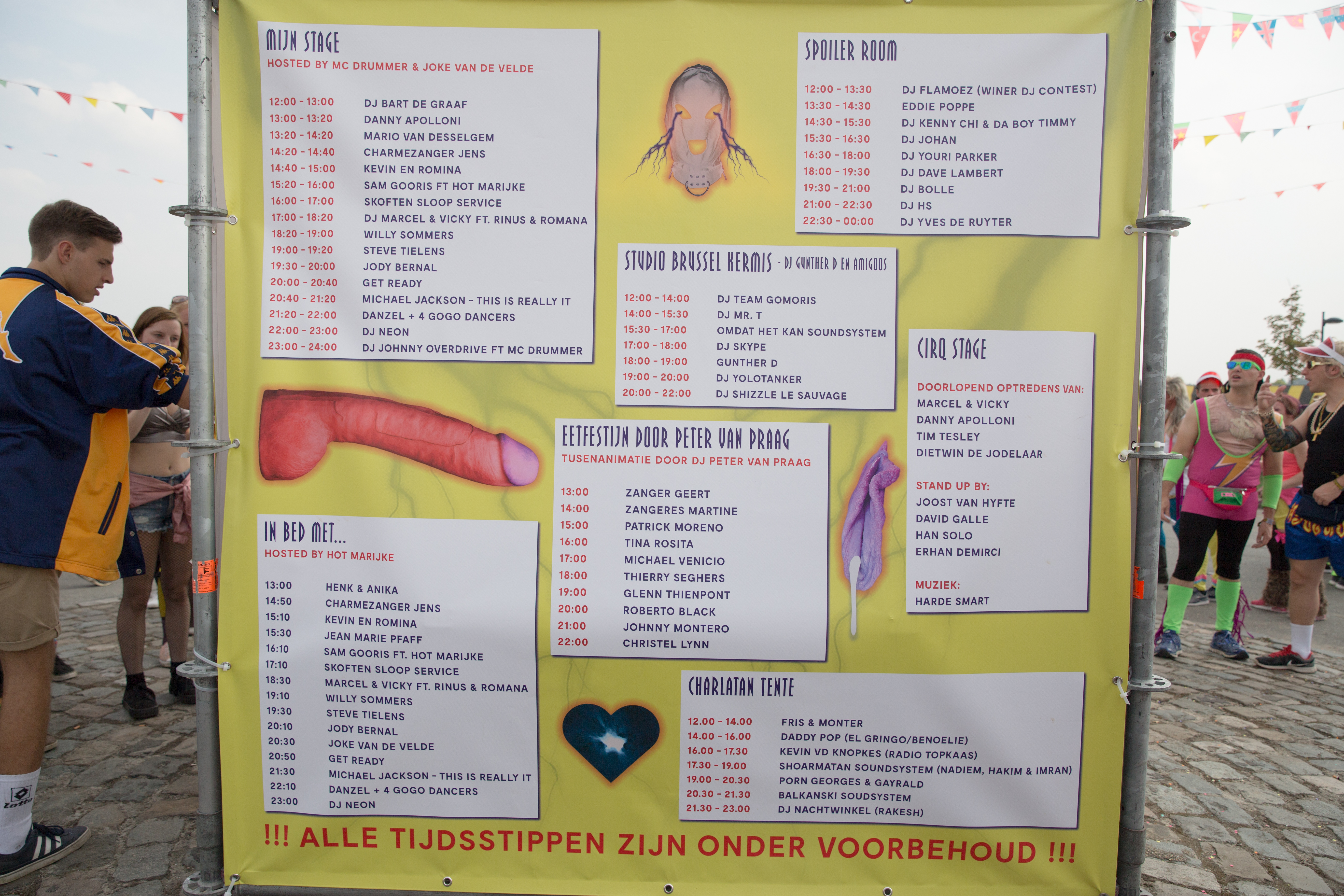
Het programma (editie 2017)

Kamping Kitsch Club is sinds 2011 een jaarlijks evenement in  West-Vlaanderen. Het gaat door in het laatste weekend van augustus. Het evenement draagt de naam "Het marginaalste festival van het land". Volgens de officiële website is het op Aalst Carnaval na misschien wel het grootste verkleedfeest van België. De editie van 2017 in Zwevegem trok ongeveer 15.000 bezoekers. Kamping Kitsch Club wordt georganiseerd door Johnny Overdrive (John Noseda) en MC Drummer (Thomas Van Hoof).

## Geschiedenis
Op enkele jaren tijd is Kamping Kitsch Club geëvolueerd van een kleine verkleedfuif tot een volwaardig festival met verscheidene podia. Door de enorme toename van het aantal bezoekers moesten de organisatoren jaar na jaar op zoek naar een groter terrein.
De eerste editie vond plaats in dancing Kitsch Club in Knokke, voor ongeveer 80 gasten. De formule sloeg aan en het volgende jaar verwelkomden de organisatoren ongeveer 200 bezoekers. Vanaf 2013 gaat het om een outdoor festival. Toen waren er 800 aanwezigen in de oude steenbakkerij te Westkapelle, een deelgemeente van Knokke-Heist. In 2014 verwelkomde Kamping Kitsch Club 1500 feestvierders op een weide aan taverne De Zes Bochten (Westkapelle). In 2015 vond het plaats op een weiland naast de Westkapellestraat. Het festival trok 3200 bezoekers. In 2016 was het evenement in Kortrijk (Aalbeke) met 8500 bezoekers. In 2017 vond Kamping Kitsch Club een onderkomen op het bedrijventerrein Evolis in Kortrijk. In 2019 vond Kamping Kitsch Club een nieuwe plaats in Kortrijk. Deze keer ging het door op de terrein van de Lange Munte.

## Podia
De editie van 2017 had zeven podia:
- Mijn Stage, het hoofdpodium.
- De Spoiler Room, een parodie op de Boiler Room.
- Studio Brussel Kermis
- Cirq Stage
- Eetfestijn door Peter Van Praag, een tent waar je op tafels kunt dansen op de tonen van schlagermuziek
- Charlatan Tente
- In bed met Hot Marijke
- Oilsjt Mjoezik Stage